# Sofiabad (Khuzestan)
Sofīābād (farsi صفی‌آباد) è una città dello shahrestān di Dezful, circoscrizione Centrale, nella provincia del Khūzestān. Aveva, nel 2006, una popolazione di 8.054 abitanti.